# Пиростията (Турия)
Пиростията е защитена местност в България. Намира се в землището на село Турия, област Стара Загора.
Защитената местност е с площ 1,49 хектара.
Обявена е на 8 дек. 1966 г. с цел опазване на природна забележителност - скално образувание с площ от 1 хектар.
Със Заповед No.РД-441 от 18.06.2007 г., бр. 61/2007 на Държавен вестник площта на защитената местност е актуализирана на 14,884 дка (1,488 ха).
В защитената местност:
- Забранява се да се секат, кастрят и повреждат дърветата, както и да се късат или изкореняват всякакви растения
- Забранява се пашата на какъвто и да е добитък и през всяко време
- Забранява се да се преследването на дивите животни,птиците и техните малки и развалянето на гнездата и леговищата им

## Несъответствия относно местоположението
Съгласно цитираната по-горе ЗАПОВЕД № РД-441, в границите на защитената област попада имот с номер 853023 (нов идентификатор 73451.853.23, област Стара Загора, община Павел баня, с. Турия) съгласно картата на възстановената собственост за землището на с. Турия. Въпросният имот съвпада с границите на местността съгласно Регистъра на защитените територии на сайта на Изпълнителната агенция по околна среда (ИОСВ) към Министерството на околната среда и водите.
Посетителите на скалното образувание обаче докладват координати на около 250 м в посока югоизток, извън границите посочени на сайта на ИОСВ (виж по-долу Пътеписи).

## Пътеписи
Пиростията и мегалитния комплекс над село Турия
„Пиростията“ край с. Турия – как да НЕ стигнем до там!

## Статии
Скален феномен "Пиростията" - Турия